# رافاييل غاليندو خايمي
رافاييل غاليندو خايمي هو سياسي مكسيكي، ولد في 18 ديسمبر 1952 في ولاية سونورا في المكسيك. نشط حزبياً في الحزب الثوري المؤسساتي. وقد انتخب عضو مجلس النواب المكسيك ‏.